# 高千穂相互銀行
株式会社高千穂相互銀行（たかちほそうごぎんこう 英:The Takachiho Mutual Bank, Ltd.）は、宮崎県宮崎市に本店を置いていた相互銀行である。

## 概要
西臼杵郡高千穂町で創業し、宮崎市に本店を移して営業していた。
1984年（昭和59年）に西日本相互銀行に吸収合併されて解散した。宮崎市の本店跡地は、2013年時点で西日本シティ銀行宮崎営業部となっている。

## 沿革
- 1950年（昭和25年）- 宮崎共栄殖産無尽株式会社として設立。
- 1954年（昭和29年）- 株式会社高千穂相互銀行に改称。
- 1984年（昭和59年）4月 - 株式会社西日本相互銀行に吸収合併され解散。西日本相互銀行は、株式会社西日本銀行と商号変更。